# Джанджавід

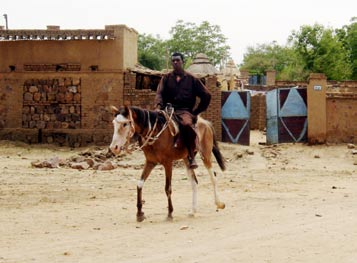
Боєць Джанджавід

Джанджавід (араб. جنجوید, в перекладі означає «джин на коні») — прийнята в західних ЗМІ назва арабського проурядового ополчення в Судані, відомого по конфлікту в Дарфурі, який почався в 2003 році. З 2013 були офіційно легалізовані під назвою «Сили швидкого реагування». Підпорядковується розвідці Судану.
Хоча конфлікт описується як зіткнення між кочовими світлошкірими «арабами» (Омар аль-Башир) і темношкірими хліборобами, насправді він має складніший характер, через те, що зіткнення регулярно відбуваються і між противниками центральної влади, і між «арабськими» загонами, які центральна влада озброює. Крім того, власне в Судані терміном «джанджавід» позначають не проурядових ополченців, а бандитські зграї, що ще більше ускладнює розуміння ситуації.
Бойовики-араби з «Джанджавід», бувши самі мусульманами, руйнували мечеті, знищували імамів і оскверняли релігійні книги чорношкірих суданців з народностей фор і  загава, яких араби називають «зурга».

## Історія
Проурядове ополчення «Джанджавід» в Судані, було засновано під час конфлікту в Дарфурі, який почався в 2003 році. Він вилився у збройне протистояння між центральним урядом, неформальними проурядовими арабськими збройними загонами «Джанджавід» і повстанськими угрупованнями місцевого негроїдного населення.
Джанджавід було утворено в знак підтримки регулярної армії Судану в боротьбі з повстанцями з «Армії Визволення Судану» і «Руху за Справедливість і Рівність». Однак їх підтримка перетворилася в каральні акції проти мирного населення. Основний засіб пересування — коні, верблюди та джипи.
За даними слідства, Омар аль-Башир відправляв для придушення повстання до Дарфуру загони арабського проурядового ополчення (Джанджавід), які здійснювали масові вбивства, спалювали будинки й займалися мародерством.
6 квітня 2019 року демонстранти перебували на площі перед військовим штабом у Хартумі. За кілька днів після цієї дати президента Омара аль-Башира, який 30 років перебував при владі, скинули військові. Представники демонстрантів вели переговори з Перехідною військовою радою і домовилися про трирічний перехідний період, який мав завершитися виборами. Але 8 квітня по беззбройних мітингарях на площі відкрили вогонь члени парамілітарного руху «Сили швидкої підтримки». Після розгону мітингу з річки Ніл у Хартумі витягли 40 людських тіл. Лікарі, пов'язані з опозицією, заявили, що це тіла людей, убитих 8 квітня під час розгону силами безпеки табору протестувальників. Як вважають, у той день загинула сотня людей.
25 липня 2019 року близько 1000 бійців RSF з числа Джанджавід прибули до Лівії для підтримки військ Хафтара у наступі на Триполі.
У 2020 році міністр внутрішніх справ міжнародно визнаного уряду національної єдності Лівії Фетх Башага стверджував, що найбільше родовище «Еш-Шарара» захопили найманці з ПВК «Вагнер» спільно з суданським угрупованням «Джанджавід».
У липні 2021 року в Гаазі розпочався перший суд щодо конфлікту в Дарфурі. Лідера ополчення «Джанджавід» Алі Кушайба звинуватили у воєнних злочинах та злочинах проти людяності у 31-й справі.
Очільник ополчення відомий тим, що за сприяння групи Вагнера побував з офіційним візитом у Москві напередодні вторгнення РФ в Україну, де він публічно підтримав російську агресію, сказавши, що «весь світ повинен визнати, що (Росія) має право захищати свій народ».
15 квітня 2023 року в Судані несподівано спалахнули бої з метою військового перевороту між силами швидкого реагування та армійськими підрозділами. Сутички почалися в столиці Хартумі і ще кількох містах. Бої почалися близько 9:30 ранку за місцевим часом. Звуки перестрілки було чутно в столичних районах Еркевіт і Спортивне містечко, а також біля аеропорту, в околицях Генштабу суданської армії і біля резиденції «лідера Суверенної ради» генерала Абдель Фаттаха аль-Бурхана.